# مارتن ريتش
مارتن ريتش (بالألمانية: Martin Rich)‏ هو عازف بيانو ومدرب صوتي ألماني، ولد في 8 أكتوبر 1905 في فروتسواف في بولندا، وتوفي في 23 أكتوبر 2000 في مانهاتن في الولايات المتحدة.

## وصلات خارجية
- مارتن ريتش على موقع ميوزك برينز (الإنجليزية)